# Ryan Larkin
Ryan Larkin (31 de juliol de 1943 - 14 de febrer de 2007) va ser un animador, artista i escultor canadenc que va saltar a la fama amb el curtmetratge psicodèlic En marchant (1968), que fou nominat als Oscars i l'aclamat Street Musique (1972). Fou el protagonista del documental Ryan, que va guanyar l'Oscar al millor curtmetratge d'animació a l'edició de 2004.

## Primers anys
Larkin havia idolatrat el seu germà gran, Ronald, a qui va descriure com "l'epítom de la genialitat". L'any 1958, a l'edat de quinze anys, Larkin va presenciar la mort del seu germà en un accident de vaixell i, com que no havia après mai a nedar, no va poder salvar-lo. Larkin va declarar que la mort del seu germà el va impactar profundament.
Larkin va assistir a l'Escola d'Art del Museu de Belles Arts de Montreal on va estudiar amb Arthur Lismer (membre del Grup de Set) abans de començar a treballar al National Film Board of Canada el 1962.

## Anys al NFB
A la National Film Board of Canada (NFB), Larkin va aprendre tècniques d'animació del innovador i premiat animador Norman McLaren. Va fer dos curtmetratges d'animació aclamats, Syrinx (1965) i Cityscape (1966), abans de crear En marchant (1969). En marchant va ser nominat a un Premi Oscar l'any 1970 a la categoria Millor tema curt, dibuixos animats, però va perdre davant It's Tough to Be a Bird dirigida per Ward Kimball. Syrinx va guanyar molts premis internacionals. Va dirigir el curt premiat Street Musique, que es va estrenar el 1972 i seria l'última de les seves obres, acabada durant la seva vida.
També va contribuir amb obres d'art i efectes d'animació a les pel·lícules de l'NFB, inclosa la pel·lícula de 1974 Running Time, dirigida per Mort Ransen, en la qual Larkin també va interpretar tres papers.
El 1975, l'NFB va encarregar a Larkin la creació d'un mural per al foyer d'entrada a la seva seu de Mont-real. Larkin, que era bisexual, va lliurar una peça amb un adolescent amb erecció, que l'NFB va retirar de la visualització.
Larkin va deixar l'NFB el 1982.

## Ryan, la pel·lícula (2004)
En anys posteriors, Larkin es va veure afectat per una espiral descendent d’abús de drogues, alcoholisme i sense sostre. En aquella època, allunyat dels seus pares, havia desenvolupat una rutina de passar les nits a l'Old Brewery Mission de Mont-real, i els dies Schwartz's Deli, menjant a Mondo Fritz, bevent cervesa al Copacabana Bar, o llegint un llibre al saló de la llibreria usada de Welch. L'any 2004, va tornar a estar en el punt de mira quan un documental d'animació de 14 minuts sobre la seva vida, Ryan, de l'animador canadenc Chris Landreth, va guanyar l'Oscar al millor curtmetratge d'animació i es va projectar amb aclamació a festivals de cinema d'arreu del món. Alter Egos (2004), dirigit per Laurence Green, és un documental sobre la realització de Ryan que inclou entrevistes tant a Larkin com a Chris Landreth, així com a diverses persones que van conèixer Larkin en el moment àlgid de la seva carrera.

## Treball posterior
El 2002 Larkin estava treballant amb la compositora Laurie Gordon de la banda 'Chiwawa' en una nova pel·lícula d'animació titulada Spare Change, la seva primera pel·lícula d'autor des que treballava a l'NFB. Junts, van fundar Spare Change Productions i van buscar finançament per a la pel·lícula a través de la productora MusiVision de Gordon. Van rebre subvencions de Bravo!FACT, el Canada Council for the Arts i el Conseil des arts et des lettres du Québec i SODEC però encara estaven sense finançament. MusiVision i el National Film Board of Canada van entrar en coproducció només després de la mort de Larkin.
Spare Change, que es va estrenar al Festival du Nouveau Cinema el 9 d'octubre de 2008, inclou tres cançons de Chiwawa per a les quals Larkin va crear guions i animació, inclosa Do It For Me de l'àlbum de 2005 Bright. L'àlbum de Chiwawa del 2009 Bus Stop Chinese Buffet inclou temes de Spare Change; la lletra de Overcast Skies va ser escrita per Larkin.
Gordon i Nicola Zavaglia de MusiVision també van produir el documental Ryan's Renaissance per a CTV Television sobre els últims anys de Ryan, el seu retorn a la creació d'art i Spare Change. Larkin, que s'havia mantingut a l'exterior Montreal Schwartz's Deli, va aparèixer breument en un documental sobre el famós restaurant Chez Schwartz, dirigit per Garry Beitel.
El desembre de 2006, Larkin va crear tres para-xocs de cinc segons per a MTV al Canadà, una vista prèvia de Spare Change. Cada quadre va ser dibuixat a mà. Va ser el primer treball professional que havia realitzat en més de 20 anys. Larkin va dir que havia abandonat alguns mals hàbits, inclosa la beguda, per tal de centrar-se millor en la seva carrera d'animació.

## Mort
Larkin va morir a Saint-Hyacinthe, Quebec, el 14 de febrer de 2007, d'un càncer de pulmó, que s'havia estès al seu cervell.

## Filmografia
- The Ball Resolver in Antac – curt animat, Bernard Longpré 1964 – coanimador amb William Pettigrew[13]
- Syrinx – curt animat, 1965 – director[14]
- Cityscape – curt animat, 1966 - animador, productor, director[15]
- The Canadian Forces Hydrofoil Ship: Concept and Design – curt documental, Martin Defalco i Kenneth McCready 1967 – coanimador amb Sidney Goldsmith[16]
- En marchant – curt animat, 1968 – animador, productor, director
- Street Musique – curt animat, 1972 - animador, productor, director
- Running Time – pel·lícula, Mort Ransen 1974 – coanimador amb Co Hoedeman[17]
- The Agency –pel·lícula, George Kaczender, RSL Entertainment 1981 – coanimador amb Ida Eva Zielinska
- Gulf Stream – curt documental, William Hansen i Bruce Mackay, 1982 – coanimador amb Meilan Lam, Kenneth Horn i Sydney Goldsmith
- Spare Change – curt animat, 2008 – escriptor, animador, dissenyador, director de fotografia, codirector amb Laurie Gordon[18]

## Premis
Syrinx (1965)
- 18ns Canadian Film Awards, Montreal: Premi Genie a la millor pel·lícula, arts i experiments, 1966
- Golden Gate International Film Festival, San Francisco: Certificat d'excel·lència cinematogràfica, 1966
- Festival Internacional de Cinema d'Addis Abeba, Addis Abeba, Etiòpia: primer premi, millor curtmetratge, 1966
- Festival Internacional de Curtmetratges de Filadèlfia, Philadelphia: Premi al Mèrit Excepcional, 1968

Cityscape (1966)
- Golden Gate International Film Festival, San Francisco: Menció honorífica, Film-as-Art, 1967

En marchant (1968) 
- 21st Canadian Film Awards, Toronto: Premi Genie a la millor pel·lícula d'animació 1969
- Festival Internacional de Cinema de Chicago, Chicago: Hugo d'or a la millor pel·lícula d'animació, 1969
- American Film and Video Festival, Nova York: Blue Ribbon, 1969
- Adelaide International Film Festival, Adelaida: Silver Southern Cross Plaque, 1969
- Festival de Cinema de Cracòvia, Cracòvia: Premi del Comitè de Cinema de Ciència i Art, 1969
- Golden Gate International Film Festival, San Francisco: Certificat de Mèrit, Curtmetratges, 1969
- Festival Internacional de Cinema Infantil de La Plata, La Plata: Menció Honorífica, 1969
- Festival Internacional de Cinema de Melbourne, Melbourne: Silver Boomerang – Silver Boomerang, 1970
- Festival de Cinema de Salern, Salerno: Diploma de Mèrit, 1970
- Setmana Internacional del Cinema en Color, Barcelona: Medalla de Plata, 1970
- Festival Internacional de Cinema de Roshd, Teheran: Golden Delfan - Estrena general, nens i joves, 1971
- Festival de curtmetratges de San Francisco, San Francisco: Certificat de mèrit en reconeixement de la qualitat artística i la importància del treball de Ryan Larkin per a la pel·lícula Walking, 1976
- Premis Oscar de 1970, Los Angeles: Nominat: Oscar al millor curtmetratge d'animació, 1970

Street Musique (1972)
- Setmana Internacional del Cinema d'Animació, Barcelona: Molinillo de Oro, Primer Premi, Tècniques Especials, 1972
- Festival Internacional de Cinema de Melbourne, Melbourne: Grand Prix – Gold Boomerang, 1973
- Festival Internacional de Curtmetratges d'Oberhausen, Oberhausen: Primer Premi del Jurat Internacional de Cinema d'Animació, 1973
- Columbus International Film & Animation Festival, Columbus, Ohio: Chris Bronze Plaque, 1973
- FIBA Festival Internacional de Buenos Aires, Buenos Aires: Menció Honorífica, 1974